# Little Woods
Pour le quartier de La Nouvelle-Orléans, voir Edgelake.
Pour plus de détails, voir Fiche technique et Distribution.
Little Woods est un film américain réalisé par Nia DaCosta, sorti en 2018.

## Synopsis
Ollie Hale est en probation après avoir essayé de franchir la frontière entre le Dakota du Nord et le Canada et cherche un travail dans la ville de Spokane. Mais de nombreuses opportunités l'entrainent de nouveau vers l'illégalité. La sœur d'Ollie, Deb, découvre qu'elle est enceinte et va chercher de l'aide auprès d'elle.

## Fiche technique
- Titre : Little Woods
- Réalisation : Nia DaCosta
- Scénario : Nia DaCosta
- Musique : Brian McOmber et Malcolm Parson
- Photographie : Matt Mitchell
- Montage : Catrin Hedström
- Production : Rachael Fung, Tim Headington et Gabrielle Nadig
- Société de production : Automatik Entertainment, Extra A Productions, Stoneboies Entertainment, Tango Entertainment et Water's End Productions
- Société de distribution : Refinery29 (États-Unis)
- Pays :  États-Unis
- Genre : Drame
- Durée : 105 minutes
- Dates de sortie : 
  -  États-Unis : 21 avril 2018 (festival du film de Tribeca), 19 août 2019

## Distribution
- Tessa Thompson : Ollie
- Lily James : Deb
- Luke Kirby : Bill
- James Badge Dale : Ian
- Lance Reddick : Carter
- Charlie Ray Reid : Johnny
- Brandon Potter : Dale
- Jeremy St. James : Mike
- Ryan Downs Hayden : Joe
- Elizabeth Maxwell : Jenny
- Luci Christian : Sheila
- Morgana Shaw : Gerry
- Joe Stevens : Jack

## Accueil
Le film a reçu un accueil favorable de la critique. Il obtient un score moyen de 74 % sur Metacritic.